# Hikaru Shida
Pour les articles homonymes, voir Shida.
 (juillet 2021).
Hikaru Shida (志田 光, Shida Hikaru) (née le 11 juin 1988 dans la Préfecture de Kanagawa) est une catcheuse (lutteuse professionnelle) et une idole japonaise. Elle travaille actuellement à la All Elite Wrestling et la Ring of Honor, sous le même nom.

## Carrière de catcheuse

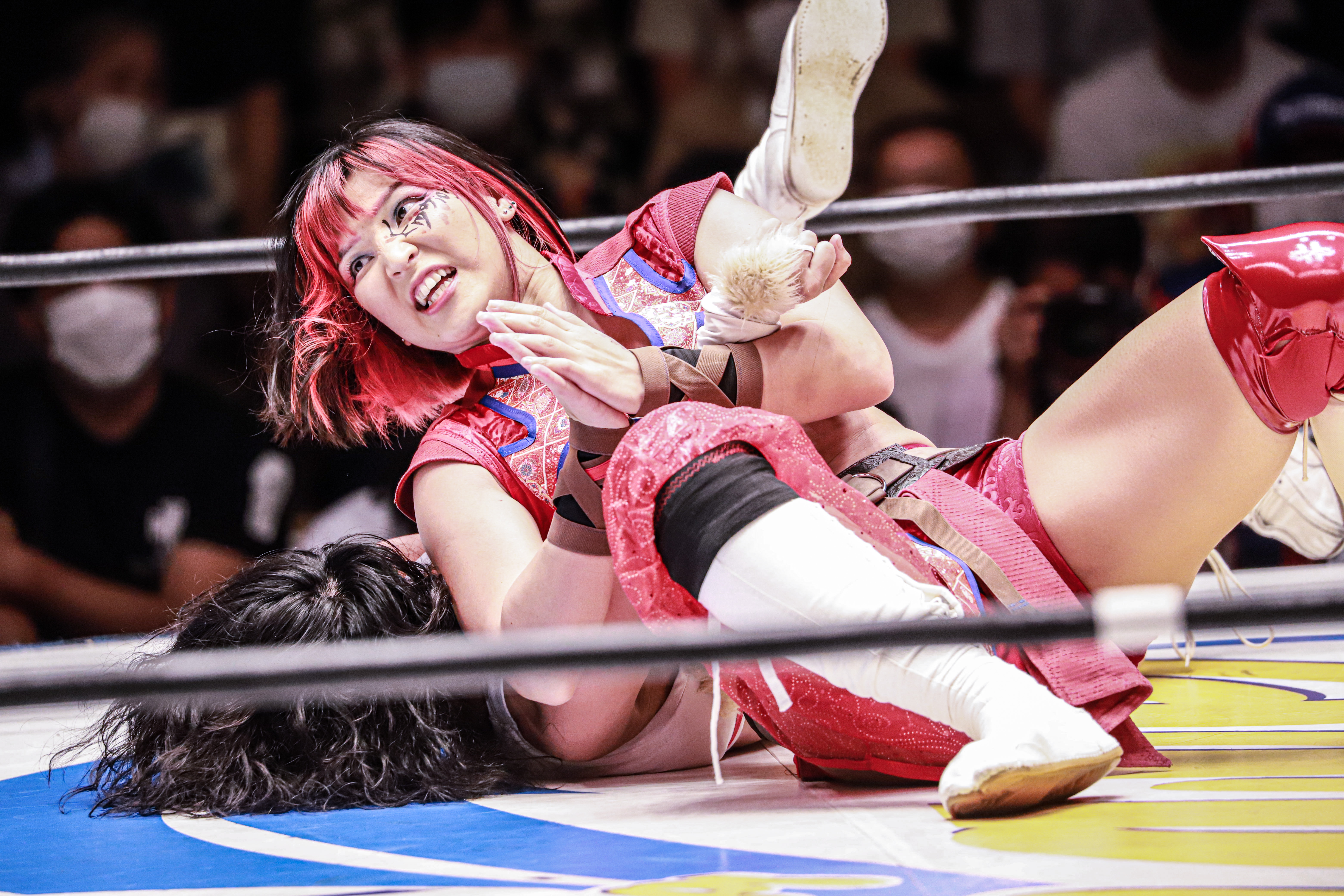
Hikaru Shida sur le ring

### Débuts à la Ice Ribbon (2008-2014)
En 2008, Hikaru Shida arrête sa carrière d'idole pour devenir catcheuse. Elle s'entraîne au dojo de la Ice Ribbon (en) et fait ses débuts le 23 août,. Ce jour-là, elle perd un combat face à Haruna Akagi.

### All Elite Wrestling (2019-...)
Le 25 mai 2019 à Double or Nothing, Riho, Ryo Mizunami et elle battent Aja Kong, Yuka Sakazaki et Emi Sakura dans un 6-Women Tag Team Match. Le 31 août à All Out, elle perd face à sa compatriote et n'affrontera pas Nyla Rose dans un match qui désignera la première championne du monde de la AEW. 
Le 23 mai 2020 à Double or Nothing, elle devient la nouvelle championne du monde en battant Nyla Rose dans un No Disqualification Match.
Le 5 septembre à All Out, elle conserve son titre en battant Thunder Rosa.
Le 7 novembre à Full Gear, elle conserve son titre en rebattant Nyla Rose.
Le 7 mars 2021 à Revolution, elle conserve son titre en battant Ryo Mizunami.
Le 30 mai à Double or Nothing, elle ne conserve pas sa ceinture, battue par Dr Britt Baker D.M.D par soumission, ce qui met fin à un règne de 372 jours.
Le 13 novembre lors du pré-show à Full Gear, Thunder Rosa et elle battent Jamie Hayter et Nyla Rose. Le 15 décembre à Dynamite: Winter is Coming, elle perd face à Serena Deeb par soumission. Durant le combat, elle se blesse la jambe gauche et doit s'absenter pendant 2 mois et demi,.
Le 4 mars 2022 à Rampage, elle fait son retour de blessure en attaquant sa rivale avec un kendô stick.
Le 4 septembre à All Out, elle ne devient pas championne du monde de la AEW par intérim, battue par Toni Storm dans un Fatal 4-Way match qui inclut également Jamie Hayter et Dr Britt Baker D.M.D.
Le 1er mai 2023 à Dynamite, elle fait son retour après 8 mois d'absence, semblant de rejoindre les Outcasts, mais avec l'aide de Dr Britt Baker D.M.D et Jamie Hayter, tague le L du mot Loser sur Saraya, Toni Storm et Ruby Soho.
Le 2 août à Dynamite 200, elle redevient championne du monde, pour la seconde fois, en battant la Néo-Zélandaise et devient la seconde catcheuse à gagner deux fois la ceinture. Le 27 août à All In, elle ne conserve pas sa ceinture, battue par la catcheuse britannique dans un 4-Way match qui inclut également Toni Storm et la dentiste, ce qui met fin à un règne de 25 jours. Le 3 septembre à All Out, Skye Blue, Willow Nightingale et elle battent Athena, Mercedes Martinez et Diamante dans un Trios match.
Le 10 octobre à Dynamite, elle redevient championne du monde, pour la troisième fois, en prenant sa revanche sur Saraya et devient la première catcheuse à gagner trois fois la ceinture. Le 18 novembre à Full Gear, elle ne conserve pas sa ceinture, battue par "Timeless" Toni Storm, ce qui met fin à un règne de 39 jours.
Le 7 septembre 2024 à All Out, elle ne remporte pas le titre TBS, battue par Mercedes Moné.

## Championnats et accomplissements
- All Elite Wrestling
  - 3 fois championne du monde de la AEW

- Ice Ribbon (en)
  - 1 fois ICE×60 Championship
  - 4 fois International Ribbon Tag Team Championship – avec Tsukasa Fujimoto (3) et Maki Narumiya (1)
  - Double Crown Tag Championship Tournament (2012) – avec Tsukasa Fujimoto

- - Gyakkyou Nine! (2011)
  - Ike! Ike! Ima, Ike! Ribbon Tag Tournament (2011) – avec Tsukasa Fujimoto

- Oz Academy
  - 1 fois Oz Academy Openweight Championship
  - 2 fois Oz Academy Tag Team Championship – avec Aja Kong (1) et Syuri (1)

- Pro Wrestling Wave
  - 1 fois Wave Single Championship
  - 1 fois Wave Tag Team Championship – avec Yumi Ohka
  - Catch the Wave (2014)
  - Zan1 (2015)

- Reina X World / Reina Joshi Puroresu
  - 3 fois Reina World Tag Team Championship – avec Tsukasa Fujimoto (2 fois)
  - Reina World Tag Team Championship 1Day Tournament (2012) – avec Tsukasa Fujimoto

- Revolution Championship Wrestling
  - 1 fois RCW Women's Championship

- Sendai Girls' Pro Wrestling
  - 1 fois Sendai Girls World Tag Team Championship – avec Syuri

## Récompenses des magazines
- Pro Wrestling Illustrated

| Année | 2019 | 2020 | 2021 | 2022 | 2023 | 2024 |
| ----- | ---- | ---- | ---- | ---- | ---- | ---- |
| Rang  | 62   | 6    | 13   | 65   | 28   | 31   |